# Don Budge
John Donald "Don" Budge (13. června 1915, Oakland, Kalifornie – 26. ledna 2000, Scranton, Pensylvánie) byl americký tenista, který pět let v řadě figuroval na 1. místě světového žebříčku. Nejdříve hrál za amatéry, poté přešel k profesionálům. Dosud je jedním ze dvou mužů v historii tenisu, který dokázal získat čistý Grand Slam, tzn. vyhrát všechny čtyři grandslamové turnaje ve dvouhře za jedinou sezónu. Podařilo se mu to v roce 1938. Druhým takto úspěšným hráčem historie je Rod Laver.
V roku 1964 byl uveden do Mezinárodní tenisové síně slávy. Tisková agentura Associated Press, která vyhlašuje Nejlepšího sportovce USA, jej takto ocenila v letech 1937 a 1938.

## Život a kariéra
Narodil se v rodine skotského imigranta a bývalého fotbalisty. Před hraním tenisu zkoušel i jiné sporty jako byly baseball a basketbal. Studoval na Kalifornské univerzitě v Berkeley.
Poprvé nastoupil za americké družstvo v Davisově poháru v roce 1935, poslední zápas sehrál roku 1938, celkově pak odehrál 29 zápasů, z toho v dvouhře 21 (19 výher, 2 prohry) a 8 ve čtyřhře (6 výher,2 prohry).
V roce 1937 získal ve Wimbledonu všechny dostupné tituly, ve dvouhře, mužské čtyřhře a mixu. Ve své době opakovaně porážel nejkvalitnější soupeře jako byli Bunny Austin, Ellsworth Vines nebo Gottfried von Cramm.

## Finálová utkání na Grand Slamu – dvouhra

### Vítězství (6)
| Rok  | Turnaj                   | Finalista           | Výsledek                |
| 1937 | Wimbledon                | Gottfried von Cramm | 6–3, 6–4, 6–2           |
| 1937 | US Championships         | Gottfried von Cramm | 6–1, 7–9, 6–1, 3–6, 6–1 |
| 1938 | Australian Championships | John Bromwich       | 6–4, 6–2, 6–1           |
| 1938 | French Championships     | Roderich Menzel     | 6–3, 6–2, 6–4           |
| 1938 | Wimbledon (2)            | Bunny Austin        | 6–1, 6–0, 6–3           |
| 1938 | US Championships(2)      | Gene Mako           | 6–3, 6–8, 6–2, 6–1      |

### Finalista (1)
| Rok  | Turnaj           | Vítěz      | Výsledek                 |
| 1936 | US Championships | Fred Perry | 2–6, 6–2, 8–6, 1–6, 10–8 |